# Babylonia borneensis
Babylonia borneensis is een slakkensoort uit de familie van de Babyloniidae. De wetenschappelijke naam van de soort is voor het eerst geldig gepubliceerd in 1864 door G.B. Sowerby II.